# Hannah Szenes
Hannah Szenes (en hebreo: חנה סנש‎; en húngaro: Szenes Anikó; Budapest, 17 de julio de 1921-ibídem, 7 de noviembre de 1944) fue una integrante de la resistencia judía contra el nazismo durante la Segunda Guerra Mundial. Fue una de los treinta y siete judíos que vivieron en el Mandato Británico de Palestina (actual Israel) que fueron entrenados por el Ejército Británico para lanzarse en paracaídas sobre Yugoslavia para salvar a los judíos de Hungría, quienes estaban a punto de ser deportados al campo de concentración de Auschwitz.
Szenes fue detenida en la frontera húngara, llevada a prisión y torturada, pero se negó a revelar detalles de su misión, por lo que finalmente fue sometida a juicio y ejecutada por fusilamiento. Se la considera una heroína nacional en Israel, donde varias calles, los cuarteles generales del Movimiento Juvenil Sionista Israel Hatzeira y un kibutz fueron nombrados en su honor, y donde su poesía es muy reconocida.
Cayo Sila Godoy, compositor paraguayo de guitarra clásica, le dedicó una obra musical titulada Hanna Szenes estrenada en la Unión Hebraica Argentina en 1949.

## Primeros años

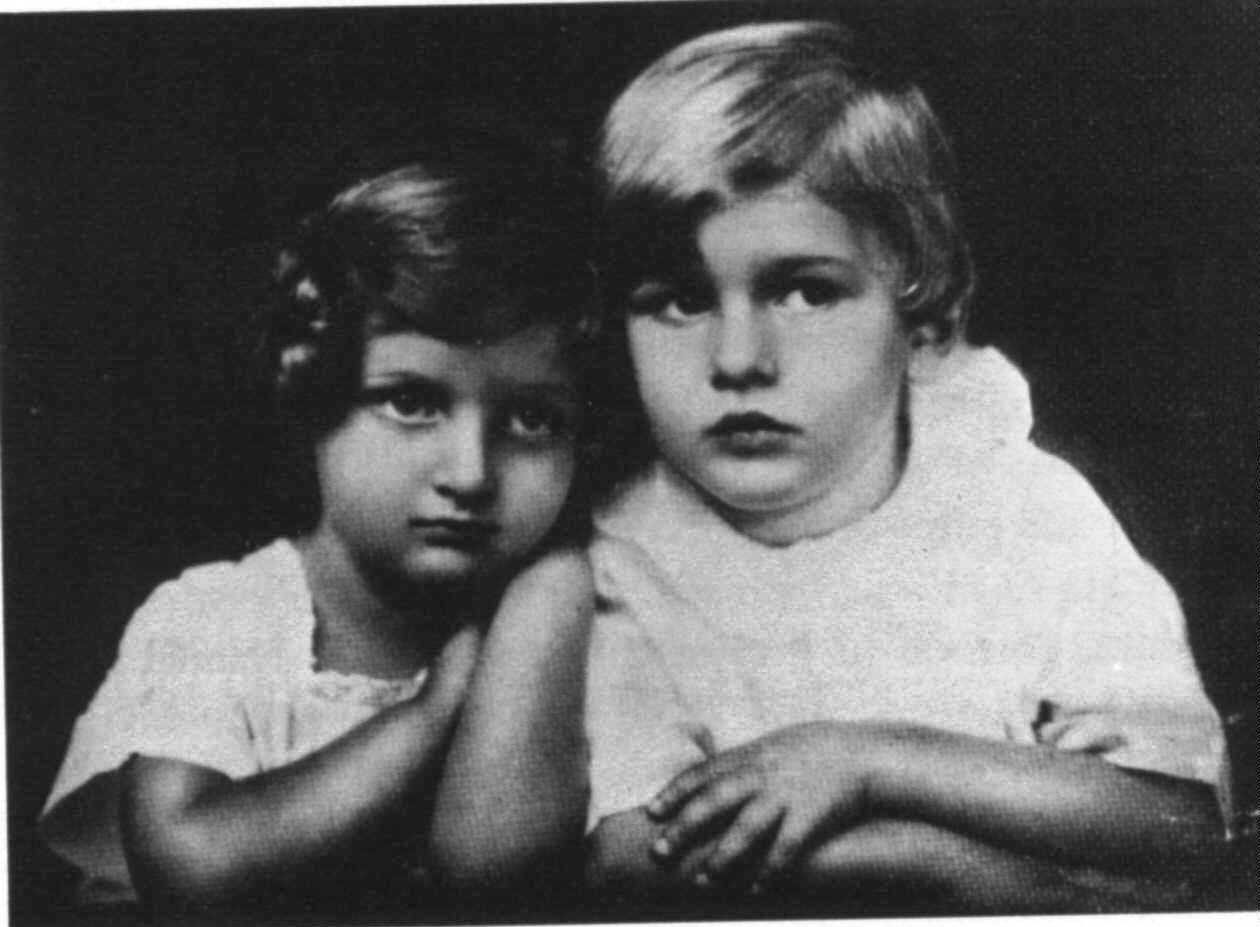
Hannah Szenes y su hermano, Budapest, 1924.

Szenes nació el 17 de julio de 1921, en el seno de una familia judía en Hungría. Su padre, Béla Szenes, un periodista y dramaturgo, falleció cuando Hannah tenía seis años de edad. Siguió viviendo con su madre, Catherine, y su hermano, György.
Asistió a una escuela privada protestante para niñas, la cual también aceptaba alumnas católicas y judías; sin embargo, tenía que pagar el doble de arancel mensual por ser judía. Este hecho, junto con la precaria situación de los judíos en su país, la llevó a adoptar profundamente el judaísmo. Les anunció a sus amigos que se había convertido en sionista y se unió a Maccabea', un movimiento juvenil sionista húngaro.

## Inmigración a Nahalal
Szenes se graduó en 1939 y decidió emigrar a lo que en ese momento era el Mandato Británico de Palestina, para estudiar en la Escuela Agricultora para Mujeres en Nahalal. En 1941, se unió al kibbutz Sdot Yam y más tarde a Haganah, el grupo paramilitar que fue una de las bases para la fundación de las Fuerzas de Defensa de Israel. En 1943, se enlistó en el Woman's Auxiliary Air Force del Ejército británico como Piloto Femenino de Segunda Clase y comenzó su entrenamiento en Egipto como paracaidista militar para la Dirección de Operaciones Especiales (SOE) británica.

## Arresto y tortura
En marzo de 1944, ella y dos colegas varones, Yoel Palgi y Peretz Goldstein, se lanzaron en paracaídas sobre Yugoslavia y se unieron a un grupo de partisanos. Después de aterrizar, descubrieron que los alemanes ya habían ocupado Hungría, por lo que los hombres decidieron cancelar la misión por ser muy peligrosa. Szenes continuó y llegó hasta la frontera con Hungría. Allí, fue arrestada por los gendarmes húngaros, que encontraron el transmisor del Ejército británico que ella llevaba y que utilizaba para comunicarse con el SOE y con otros partisanos. Fue enviada a prisión, donde la desnudaron, la ataron a una silla y luego la azotaron y apalearon durante tres días. Los guardias querían saber el código de su transmisor para poder encontrar a los demás paracaidistas. Sin embargo, Hannah no se lo dijo, ni siquiera cuando llevaron a su madre a la celda y amenazaron con torturarla a ella también.
En la cárcel, Szenes usó un espejo para enviar señales de luz a través de la ventana a los prisioneros judíos que ocupaban las otras celdas, y se comunicó con ellos mediante cartas en hebreo que colocaba en su ventana de vez en cuando y con dibujos de la Estrella de David sobre el polvo. Trataba de mantenerse con ánimo cantando, y a pesar de la tortura logró mantener alto su espíritu y continuó fiel a su misión.

## Juicio y ejecución

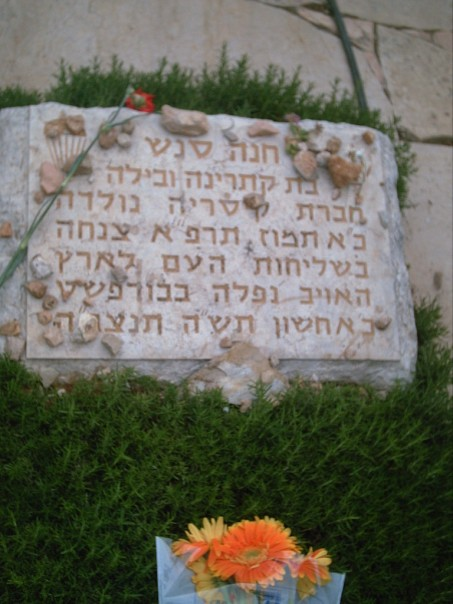
Tumba de Szenes en Monte Herzl.

Fue enjuiciada por traición el 28 de octubre de 1944. Hubo una postergación de ocho días para darles tiempo a los jueces de dictar un veredicto, debido al nombramiento de un nuevo abogado. Fue ejecutada por fusilamiento. Llevó un diario hasta el último día de su vida, el 7 de noviembre de 1944, cuando fue ejecutada por un grupo alemán de fusilamiento. Una de sus entradas decía: «En el mes de julio, tendré veintitrés años / Tuve un papel en el juego / Los dados han rodado. He perdido», y otra: «Amé la cálida luz solar».
Su diario fue publicado en hebreo en 1946. Sus restos fueron trasladados a Israel en 1950 y enterrados en el cementerio de Monte Herzl, Jerusalén. En noviembre de 2007 su tumba fue trasladada a Sdot Yam.
Durante el juicio de Rudolf Kastner, la madre de Hannah, Catherina Senesh, testificó que durante la época en que su hija estaba presa, la gente de Kastner le había aconsejado que no consiguiese un abogado para Hannah. Además, relató una conversación que había tenido con Kastner durante la guerra, en la que le había dicho: «No digo que podrías haber salvado a mi hija Hannah, sino que no lo intentaste; es muy difícil para mí saber que no se hizo nada».
Después de la Guerra Fría, una corte militar húngara la exoneró oficialmente.

## Cultura popular
En 1988, se estrenó una película sobre la vida de Szenes titulada Hanna's War, dirigida por Menahem Golan. La actriz Maruschka Detmers interpretó el papel protagónico.